# Banjarmasin
Banjarmasin ist die Hauptstadt der Provinz Südkalimantan, Indonesien, mit nahezu 680.000 Einwohnern (2024).

## Geografie
Zusammen mit der Nachbarstadt Banjarbaru und einigen Distrikten der zwischen beiden liegenden Regierungsbezirke Banjar, Barito Kuala und Tanah Laut ist Banjarmasin das Zentrum der neuntgrößten Metropole Indonesiens (Banjarbakula) mit gegenwärtig über zwei Millionen Menschen (Mitte 2023: 2.041.014).
Flächenmäßig belegt die Stadt den vorletzten Platz (vor dem Schlusslicht Banjarbaru) innerhalb der Provinz, dementsprechend ist es auch die kleinste der neun autonomen Städte (Kota) der Region. Der Anteil an der Region Kalimantan beträgt 0,18 ‰.

### Lage
Die Stadt liegt auf einer Deltainsel in der Nähe der Mündung der Flüsse Barito (11,5 km lang) und Martapura (17 n. a. A. 25 km lang), etwa 25 Kilometer von der Küste der Javasee entfernt. Im Norden grenzt der Kabupaten Barito Kuala an die Stadt, im Süden Banjar. Die Stadt wird von unzähligen Kanälen und Wasserarmen durchquert und wird deshalb auch indonesisch Kota Seribu Sungai ‚Stadt der Tausend Flüsse‘ genannt. Die Stadt liegt nur 0,16 m über dem Meeresspiegel und wird regelmäßig von Hochwassern heimgesucht und überschwemmt. Banjarmasin liegt ca. 920 km Luftlinie von der (noch) indonesischen Hauptstadt Jakarta entfernt.
Banjarmasin erstreckt sich zwischen 3° 16′ 02,50″ und 3° 22′ 55,70″ s. Br. sowie zwischen 114° 31′ 20,21″ und 114° 39′ 34,52″ ö. L.

### Wetter und Klima
Banjarmasin liegt südlich des Äquators. In der Stadt herrscht wie im übrigen Indonesien tropisches Regenwaldklima (feuchttropisches Klima), es gibt eine trockene Jahreszeit und die Regenzeit mit fließenden Übergängen. Letztere reicht etwa von Dezember bis März
|                        | Jan  | Feb  | Mär  | Apr  | Mai  | Jun  | Jul  | Aug  | Sep  | Okt  | Nov  | Dez  |   |      |
| Mittl. Temperatur (°C) | 26,0 | 26,2 | 26,3 | 26,5 | 26,7 | 26,3 | 26,2 | 26,8 | 27,4 | 27,3 | 26,6 | 26,0 | ⌀ | 26,5 |
| Mittl. Tagesmax. (°C)  | 29,4 | 29,6 | 29,8 | 29,9 | 30,1 | 29,7 | 29,7 | 30,8 | 31,7 | 31,4 | 30,2 | 29,3 | ⌀ | 30,1 |
| Mittl. Tagesmin. (°C)  | 23,9 | 23,9 | 24,0 | 24,2 | 24,3 | 23,9 | 23,5 | 23,6 | 23,9 | 24,1 | 24,1 | 23,9 | ⌀ | 23,9 |
|                        |      |      |      |      |      |      |      |      |      |      |      |      |   |      |
| Niederschlag (mm)      | 299  | 255  | 286  | 240  | 154  | 119  | 92   | 57   | 71   | 160  | 258  | 342  | Σ | 2333 |
|                        |      |      |      |      |      |      |      |      |      |      |      |      |   |      |
| Sonnenstunden (h/d)    | 7,9  | 7,8  | 7,8  | 7,9  | 8,4  | 8,5  | 8,6  | 9,0  | 9,3  | 9,0  | 8,0  | 7,7  | ⌀ | 8,3  |
|                        |      |      |      |      |      |      |      |      |      |      |      |      |   |      |
| Regentage (d)          | 21   | 18   | 20   | 19   | 16   | 14   | 11   | 7    | 8    | 14   | 20   | 21   | Σ | 189  |
|                        |      |      |      |      |      |      |      |      |      |      |      |      |   |      |
| Luftfeuchtigkeit (%)   | 87,0 | 86,0 | 87,0 | 87,0 | 85,0 | 84,0 | 81,0 | 74,0 | 73,0 | 77,0 | 85,0 | 88,0 | ⌀ | 82,8 |

| 23,9 |

| 23,9 |

| 24,0 |

| 24,2 |

| 24,3 |

| 23,9 |

| 23,5 |

| 23,6 |

| 23,9 |

| 24,1 |

| 24,1 |

| 23,9 |

| 23,9 |

| 23,9 |

| 24,0 |

| 24,2 |

| 24,3 |

| 23,9 |

| 23,5 |

| 23,6 |

| 23,9 |

| 24,1 |

| 24,1 |

| 23,9 |

### Verwaltungsgliederung

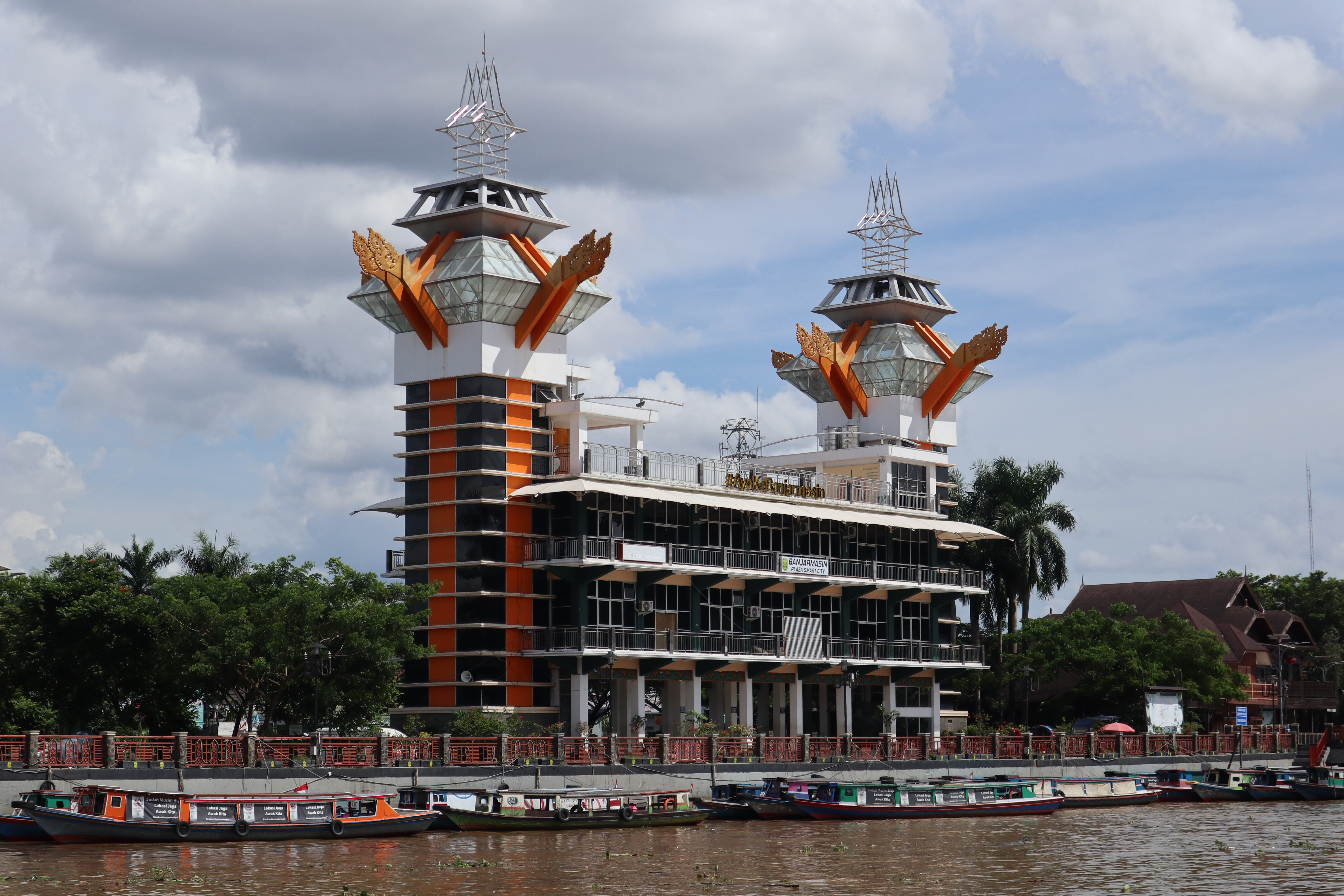
Dieser Aussichtsturm bietet einen Blick auf die Stadt (2020)

Administrativ untergliedert sich die Stadt in fünf nach Himmelsrichtungen benannte Distrikte (indonesisch Kecamatan) mit 52 städtisch geprägten Dörfern (indonesisch Kelurahan). Diese bestehen aus 116 Wohnvierteln (RW, indonesisch Rukun Warga) und 1.565 (2024) Nachbarschaftsorganisationen (RT, indonesisch Rukun Tetangga).
Die Kecamatan Selatan und Timur liegen südlich des Flusses Martapura, Barat und Utara nördlich davon. Der Kecamatan Tengah erstreckt sich beiderseits des Flusses.
| Code 1)  | Kecamatan Distrikt    | Ibukota Verwaltungssitz | Fläche (km²) | Einw. Zensus 2010 2) | Volkszählung 2020 3) | Volkszählung 2020 3) | Volkszählung 2020 3) | Anzahl der Kelurahan | Anzahl der RW/RT 6) |
| Code 1)  | Kecamatan Distrikt    | Ibukota Verwaltungssitz | Fläche (km²) | Einw. Zensus 2010 2) | Einw. 3)             | 0Dichte 4)0          | Sex Ratio 5)         | Anzahl der Kelurahan | Anzahl der RW/RT 6) |
| -------- | --------------------- | ----------------------- | ------------ | -------------------- | -------------------- | -------------------- | -------------------- | -------------------- | ------------------- |
| 63.71.01 | Banjarmasin Selatan00 | Kelayan Selatan         | 38,3         | 146.068              | 163.948              | 101,93               | 4.280,6              | 12                   | 25 / 337            |
| 63.71.02 | Banjarmasin Timur     | Kuripan                 | 24,5         | 111.912              | 118.389              | 98,52                | 4.832,2              | 9                    | 17 / 284            |
| 63.71.03 | Banjarmasin Barat     | Pelambuan               | 13,11        | 143.461              | 136.964              | 101,60               | 10.447,3             | 9                    | 25 / 356            |
| 63.71.04 | Banjarmasin Utara     | Alalak Utara            | 16,9         | 132.340              | 150.883              | 100,02               | 8.928,0              | 10                   | 23 / 336            |
| 63.71.05 | Banjarmasin Tengah    | Teluk Dalam             | 6,65         | 91.700               | 87.479               | 98,63                | 13.154,7             | 12                   | 26 / 256            |
| 63.71    | Kota Banjarmasin      | Kota Banjarmasin        | 98,46        | 625.481              | 657.663              | 100,36               | 6.679,5              | 52                   | 116 / 1569          |

## Geschichte
Im 14. Jahrhundert war der Ort ein Teil des Hindukönigreiches Majapahit; später wurde das Reich von Muslimen erobert. Die Niederlande begannen mit ihrem Handel um 1606. Im Jahr 1607 ging der niederländische Kaufmann Gillis Michielzoon in Banjarmasin an Land und arbeitete an der Etablierung eines Handelsmonopols. Gegen die ausländische Machtergreifung erhob sich 1859–1863 ein von Prinz Antasari angeführter Aufstand. Danach kontrollierte Großbritannien die Stadt für einige Zeit. 1787 wurde sie bis zur indonesischen Unabhängigkeit zu einem niederländischen Protektorat. Am 7. Dezember 1946 wurde Banjarmasin (Bandjermasin) Hauptstadt von Dayak Besar (Groß–Dajak), einem Teilstaat der Vereinigten Staaten von Indonesien in den Dayak-Regionen auf der Insel Borneo. Die Region wurde im April 1950 aufgelöst und Teil der Provinz Kalimantan, die 1956 wieder in einen Westteil, einen Südteil und einen Ostteil aufgeteilt wurde.

## Demografie

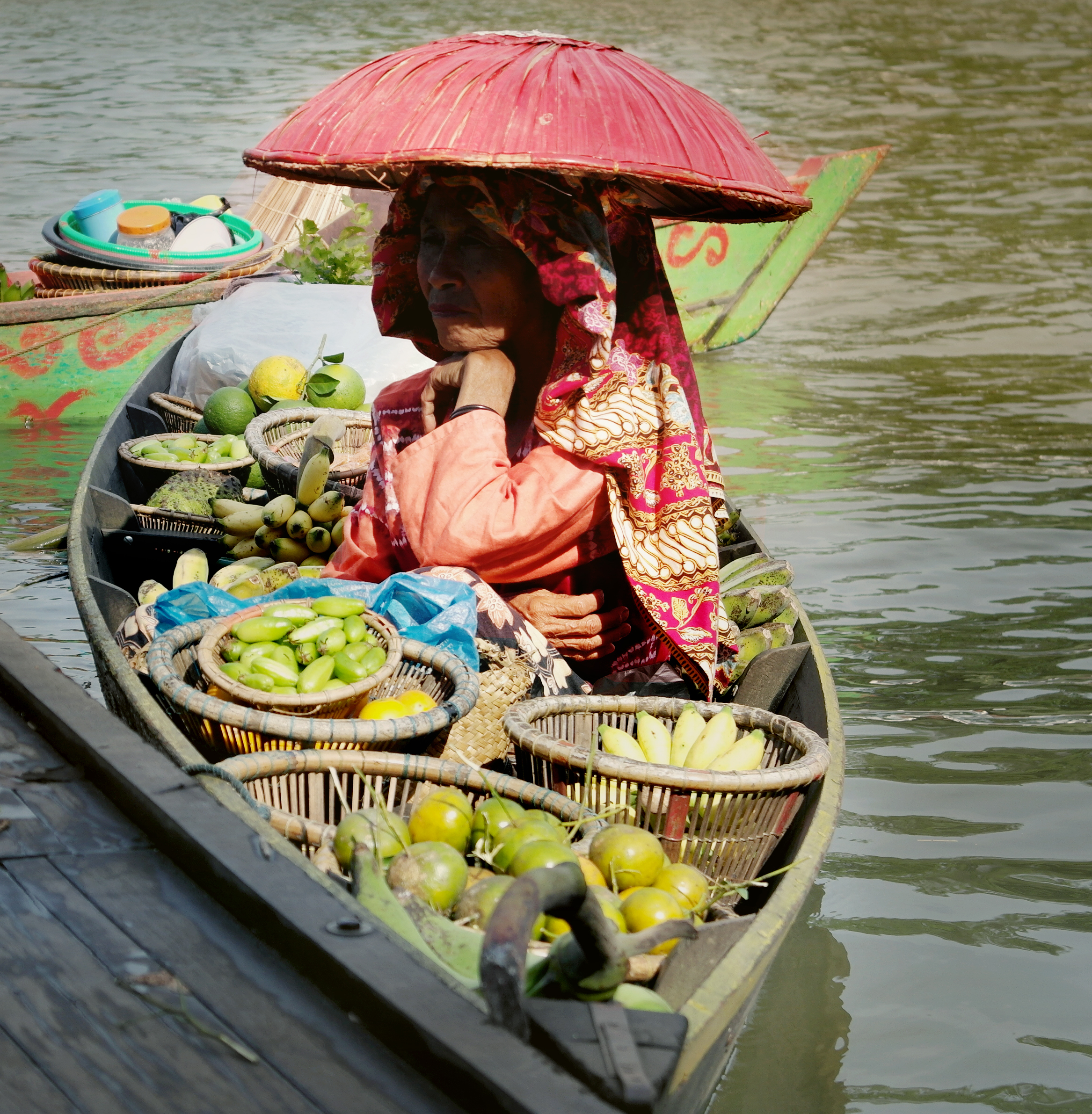
Schwimmender Markt auf dem Martapura Fluss (2018)

Banjarmasin hat die höchste Einwohnerzahl in der Provinz Kalimantan Selatan (mit 15,93 Prozent Bevölkerungsanteil). Innerhalb der Region Kalimantan bedeutet dies Platz 4 von 9 autonomen Städten (Kota) mit anteilig 3,89 Prozent (Angaben von Mitte 2024).
| Jahr    | Gesamt- Bevölkerung | Männer  | %     | Frauen  | %     | Sex Ratio 5) |
| 1980 b) | 380.884             | 192.172 | 50,45 | 188.712 | 49,55 | 101,83       |
| 1990 b) | 481.371             | 241.001 | 50,07 | 240.370 | 49,93 | 100,26       |
| 2000 b) | 532.428             | 263.955 | 49,58 | 268.473 | 50,42 | 98,32        |
| 2005 a) | 574.325             | 283.078 | 49,29 | 291.247 | 50,71 | 97,20        |
| 2010 b) | 625.481             | 312.740 | 50,00 | 312.741 | 50,00 | 100,00       |
| 2020 b) | 657.663             | 329.423 | 50,09 | 328.240 | 49,91 | 100,36       |
| 2021 c) | 672.343             | 336.144 | 50,00 | 336.199 | 50,00 | 99,98        |
| 2022 c) | 673.514             | 336.548 | 49,97 | 336.966 | 50,03 | 99,88        |
| 2023 c) | 678.243             | 339.073 | 49,99 | 339.170 | 50,01 | 99,97        |
| 2024 d) | 679.637             | 339.919 | 50,01 | 339.718 | 49,99 | 100,06       |

### Die Religionsverhältnisse zur Volkszählung 2020
| Kecamatan             | Mohammedaner              | Mohammedaner              | Protestanten | Protestanten | Katholiken | Katholiken | Hindu            | Hindu            | Buddhisten       | Buddhisten       | Sonstige | Sonstige |
| Kecamatan             | Anzahl                    | %                         | Anzahl       | %            | Anzahl     | %          | Anzahl           | %                | Anzahl           | %                | Anzahl   | %        |
| --------------------- | ------------------------- | ------------------------- | ------------ | ------------ | ---------- | ---------- | ---------------- | ---------------- | ---------------- | ---------------- | -------- | -------- |
| Banjarmasin Selatan00 | 512.851                   | 96,52                     | 12.096       | 2,28         | 6.389      | 1,20       | 1.129            | 0,21             | 3.556            | 0,67             | 12.138   | 2,28     |
| Banjarmasin Timur     | 80.298                    | 96,74                     | 1.761        | 2,12         | 941        | 1,13       | 114              | 0,14             | 697              | 0,84             | 52       | 0,06     |
| Banjarmasin Barat     | 121.412                   | 96,05                     | 3.855        | 3,05         | 1.132      | 0,90       | 625              | 0,49             | 570              | 0,45             | 351      | 0,28     |
| Banjarmasin Utara     | 87.650                    | 98,67                     | 817          | 0,92         | 361        | 0,41       | 53               | 0,06             | 48               | 0,05             | 11.609   | 13,07    |
| Banjarmasin Tengah    | 70.818                    | 93,39                     | 3.097        | 4,08         | 1.919      | 2,53       | 194              | 0,26             | 1.317            | 1,74             | 58       | 0,08     |
| Kota Banjarmasin      | 873.029                   | 96,42                     | 21.626       | 2,39         | 10.742     | 1,19       | 2.115            | 0,23             | 6.188            | 0,68             | 24.208   | 2,67     |
| Gebäude               | 215 Moscheen, 841 Mushola | 215 Moscheen, 841 Mushola | 31 Kirchen   | 31 Kirchen   | 3 Kirchen  | 3 Kirchen  | 1 Pura, 5 Vihara | 1 Pura, 5 Vihara | 1 Pura, 5 Vihara | 1 Pura, 5 Vihara |          |          |

### Soziale Daten 2020
| Merkmal                                                             | Kota Banjarmasin | 0Prov. Kalimantan Selatan0 |
| ------------------------------------------------------------------- | ---------------- | -------------------------- |
| Bevölkerung unterhalb der Armutsgrenze (Tsd.)00                     | 31,31            | 187,87                     |
| Anteil der „armen Bevölkerung“ (indonesisch Penduduk miskin) (%)000 | 04,39            | 04,38                      |
| Arbeitslosenrate (%)                                                | 08,32            | 04,74                      |
| Lebenserwartung bei der Geburt (Jahre)                              | 71,13            | 68,66                      |
| HDI-Index                                                           | 68,84            | 70,91                      |
| Analphabetenrate (in %, 15+ J.)                                     | 01,06            | 01,55                      |
| Anteil der Altersgruppen                                            | 0Real0           | 00.Prozentual0             |
| Kinder (<15 J.)                                                     | 170.7230         | 025,96                     |
| arbeitsfähige Bevölkerung (15–64 J.)                                | 451.0110         | 068,58                     |
| Rentner und Pensionäre (>65 J.)                                     | 035.9290         | 005,46                     |

### Aktuelle Daten der Bevölkerungsfortschreibung
Nachfolgende Tabelle gibt den Einwohnerstand nach Geschlecht zum Jahresende 2022 und 2023 sowie zur Jahresmitte 2024 wieder. Er resultiert aus den Ergebnissen der Fortschreibung durch die örtlichen Zivilregistrierungsbüros (Disdukcapil, indonesisch Dinas Kependudukan dan Pencatatan Sipil). Der aktuelle Einwohnerstand kann jederzeit in einer interaktiven Karte abgerufen werden.

| Kecamatan             | Zensus 2022 | Zensus 2022 | Zensus 2022 | Jahresende 2023 | Jahresende 2023 | Jahresende 2023 | Jahresmitte 2024 7) | Jahresmitte 2024 7) | Jahresmitte 2024 7) | Fläche 8) km² | Bevöl kerungs dichte | Sex Ratio 5) |
| Kecamatan             | Gesamt      | männlich    | weiblich    | Gesamt          | männlich        | weiblich        | Gesamt              | männlich            | weiblich            | Fläche 8) km² | Bevöl kerungs dichte | Sex Ratio 5) |
| --------------------- | ----------- | ----------- | ----------- | --------------- | --------------- | --------------- | ------------------- | ------------------- | ------------------- | ------------- | -------------------- | ------------ |
| Banjarmasin Selatan00 | 166.879     | 84.217      | 82.662      | 168.768         | 85.296          | 83.472          | 169.665             | 85.770              | 83.895              | 38,21         | 4.439,9              | 102,23       |
| Banjarmasin Timur     | 124.409     | 61.613      | 62.796      | 125.130         | 61.955          | 63.175          | 125.408             | 62.127              | 63.281              | 16,91         | 7.417,5              | 98,18        |
| Banjarmasin Barat     | 137.285     | 68.776      | 68.509      | 137.505         | 68.948          | 68.557          | 137.124             | 68.814              | 68.310              | 13,10         | 10.471,5             | 100,74       |
| Banjarmasin Utara     | 154.587     | 77.104      | 77.483      | 156.396         | 77.975          | 78.421          | 157.107             | 78.320              | 78.787              | 23,49         | 6.689,1              | 99,41        |
| Banjarmasin Tengah    | 90.354      | 44.838      | 45.516      | 90.444          | 44.899          | 45.545          | 90.333              | 44.888              | 45.445              | 6,67          | 13.545,2             | 98,77        |
| Kota Banjarmasin      | 673.514     | 336.548     | 336.966     | 678.243         | 339.073         | 339.170         | 679.637             | 339.919             | 339.718             | 98,37         | 6.909,0              | 100,06       |

## Verkehr und Transport

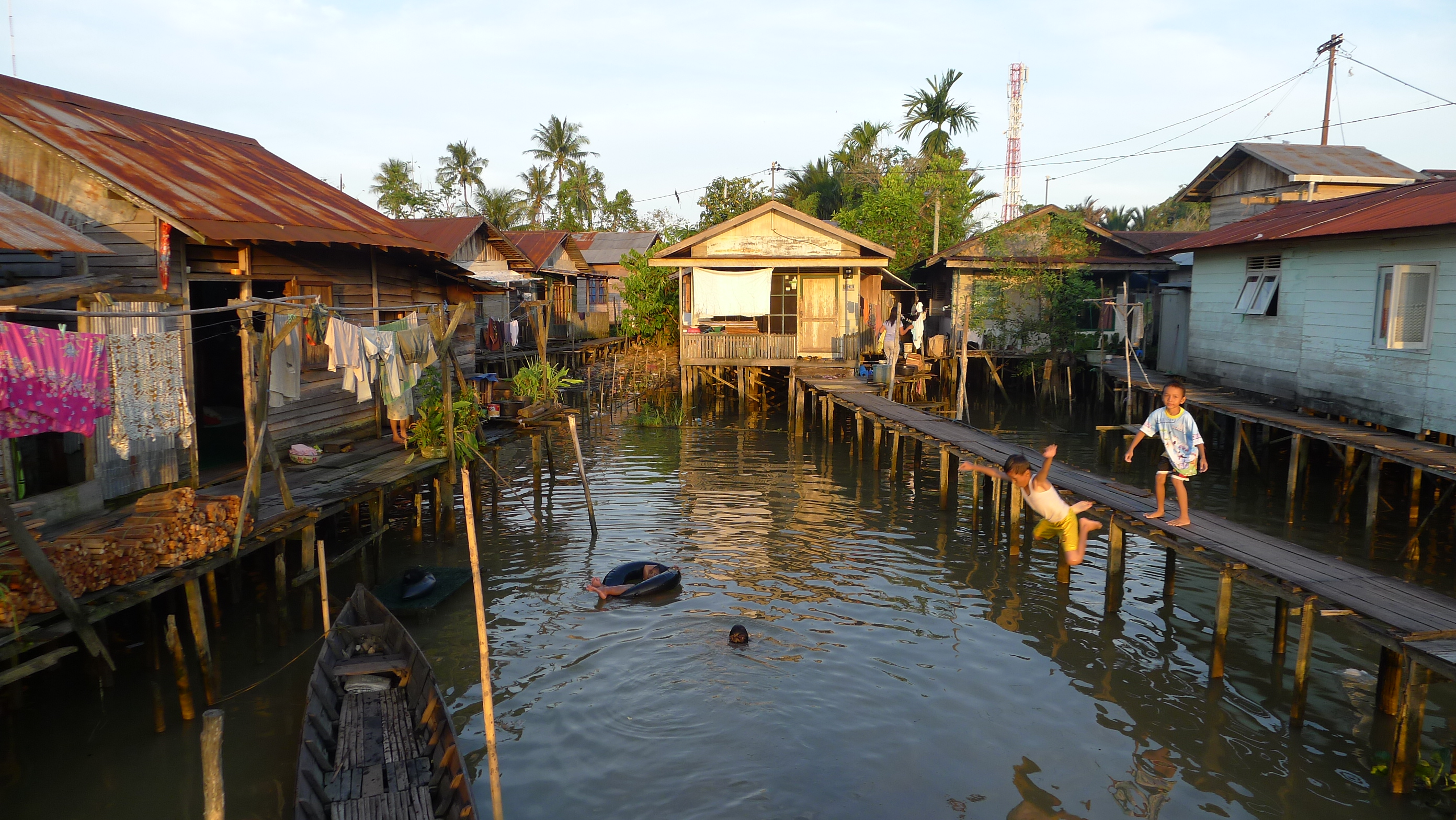
Blick auf einen Wasserweg in der Stadt (2011)

Der Ort besitzt mit Trisakti einen wichtigen Tiefwasserhafen, von dem aus Pfeffer, Kohle, Erdölprodukte, Gold, Diamanten usw. exportiert werden. Auch gibt es Kohlebergwerke und Erdölraffinerien im Umfeld der Stadt. Fähren führen nach Semarang und Surabaya, beide auf Java. Öffentliche Busse verbinden Balikpapan mit Banjarmasin (14 Std. Fahrzeit über die Fernstraße AH150).
Es gibt tägliche Flüge von vielen indonesischen Städten wie Jakarta, Surabaya, Bandung, Balikpapan, Sampit und Pangkalan Bun nach Banjarmasins Flughafen Syamsudin Noor (BDJ). Der Flughafen liegt 26 km von Banjarmasin entfernt.

## Bildung
Die Stadt ist Sitz der staatlichen Universität Lambung Mangkurat (UNLAM).

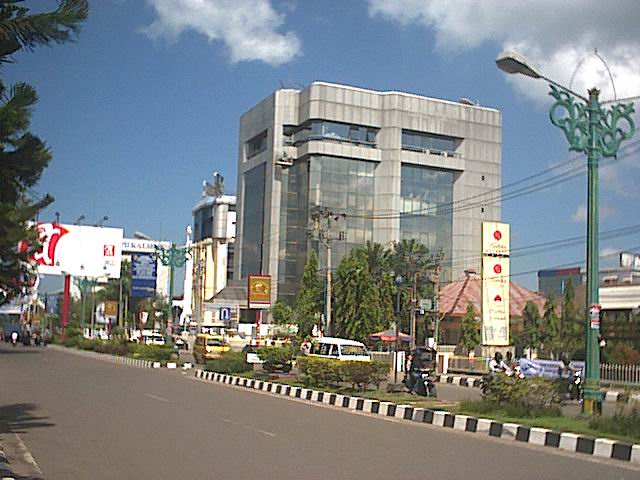
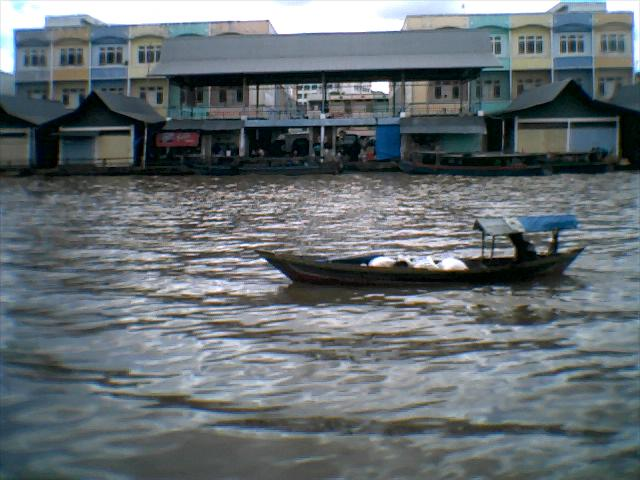
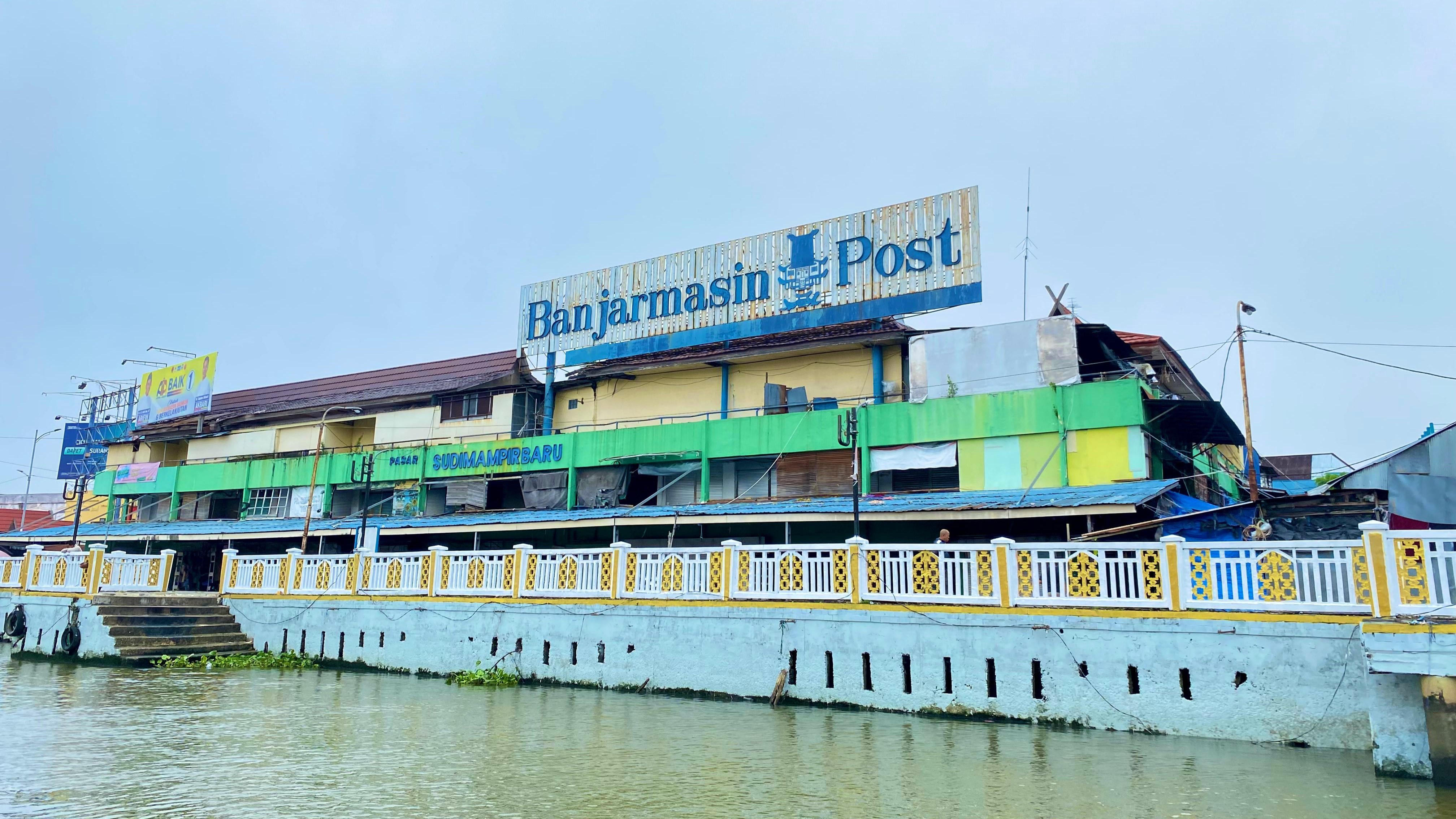
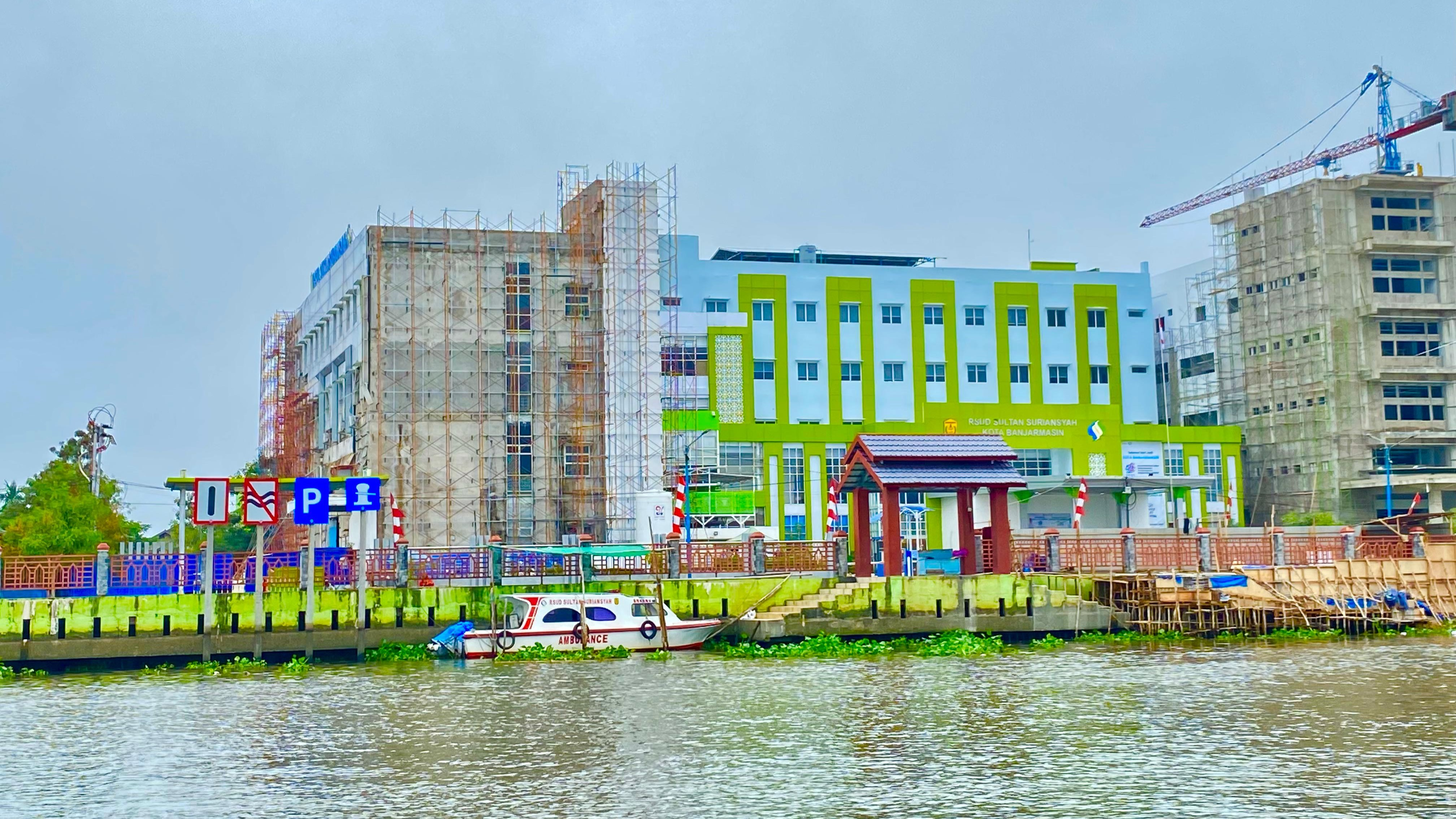

## Persönlichkeiten
- Louis van Vuuren (1873–1951), niederländischer Wirtschafts- und Sozialgeograph
- Karl H. Henking (1923–2005), Schweizer Ethnologe
- Theodor Müller (1930–2023), deutscher Botaniker und Hochschullehrer
- Ortwin Schweitzer (1937–2022), deutscher Oberstudienrat
- Gerard Höweler (1940–2021), niederländischer Bildhauer